# Daytona International Speedway

24-timmarsbanan.

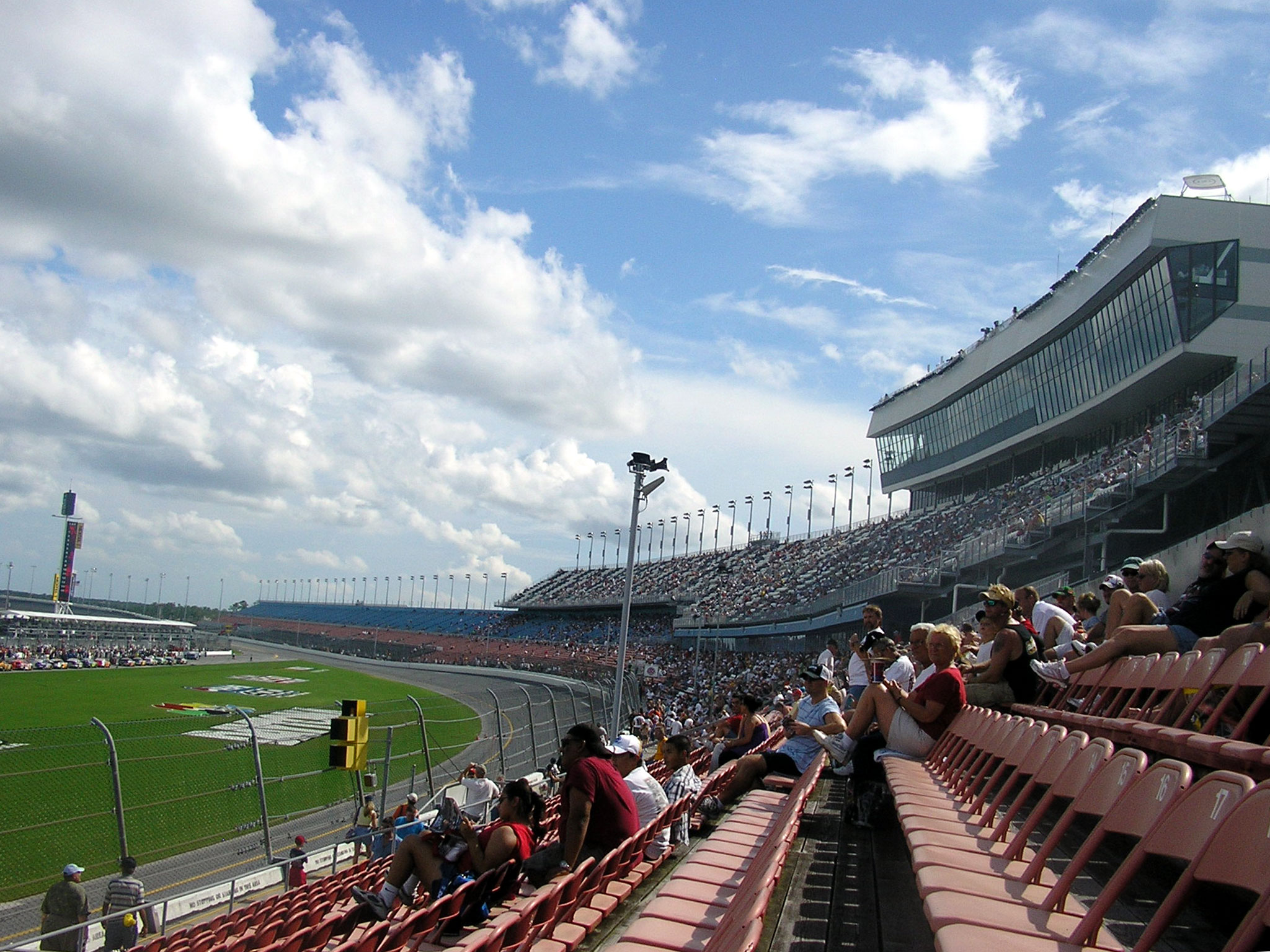
Startrakan.

Tri-oval-banan.

Daytona International Speedway är en racerbana i Daytona Beach i Florida i USA. Den har en tri-ovalformad bana som är 2,5 miles (ca 4 km) lång, och rymmer 101 500 åskådare. Banan ägs av International Speedway Corporation.

## Tävlingar
Daytona har en rad klassiska tävlingar, framförallt i NASCAR-serier, men även ett berömt 24-timmarslopp för sportvagnar och ett 200 mileslopp för motorcyklar i AMA Superbike.

## Lista över tävlingar

### NASCAR
- Daytona 500
- Coke Zero 400
- Camping World 300

### Övriga serier
- Daytona 24-timmars
- Daytona 200